# Seveci Rokotakala
Seveci Rokotakala (29 mei 1979) is een voormalige Fijisch voetballer die bij voorkeur als middenvelder speelt.
Op 10 juli 2002 in de uitwedstrijd tegen Australië maakte Rokotakala zijn debuut voor Fiji voetbaleftal. Hij deed hele wedstrijd mee, de wedstrijd ging verloren met 8-0. hij heeft 24 wedstrijden gespeeld en 5 doelpunten gescoord voor zijn nationale ploeg. 
Rokotakala beëindigde zijn voetbalcarrière in 2021.